# Richard M. Zacharias
Richard Mauritz Zacharias, född 21 november 1919 i Stockholm, död där 7 december 1989, var en svensk advokat. Han var bror till John Zacharias och far till Tom Zacharias.
Zacharias, som var son till direktör Efraim Zacharias och Hanna Kopowski, avlade studentexamen 1937 och blev juris kandidat 1943. Han var notarie och tillförordnad assessor i Stockholms rådhusrätt 1943–1945, amanuens i nedre justitierevisionen 1944, tillförordnad rådman i Eskilstuna rådhusrätt 1945 och kronoombud vid skatteverket i Stockholm 1946–1947. Han var biträdande jurist hos advokat Axel Hemming-Sjöberg 1945–1948 och bedrev egen advokatverksamhet från 1949. Han var vice ordförande i handelskammaren Sverige-Israel från 1961 och ordförande i Djurgårdens IF:s tennissektion från 1959.